# Обыкновенные хондриты

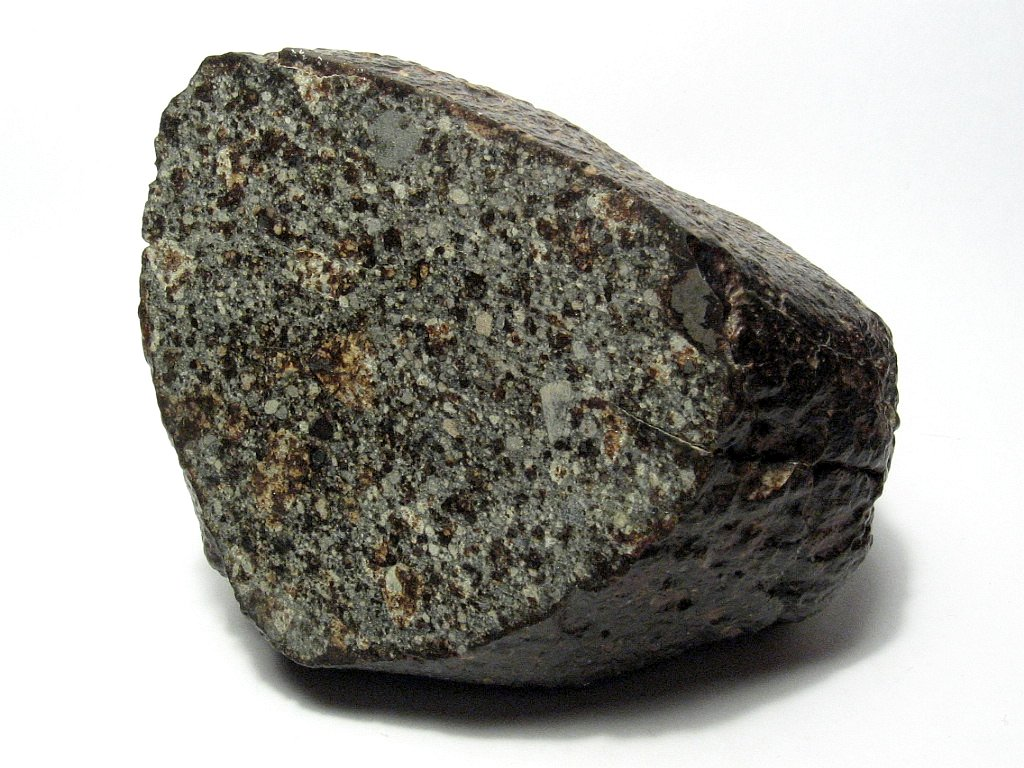
Обыкновенный хондрит NWA 869

Обыкновенные хондриты (OХ метеориты) представляют собой обширный класс каменных хондритных метеоритов, который составляет 87 % от всех находок. Поэтому их называют «обыкновенными». Эти метеориты состоят из силикатной матрицы, включающей частицы никелистого железа и сложенные силикатами хондры (иногда свободный металл встречается и в составе хондр). Силикаты представлены, главным образом, минералами группы оливина и пироксена, но иногда встречаются и силикаты других групп (например, плагиоклазы). В незначительных количествах присутствуют сульфиды, окислы, фосфаты и пр.

## Происхождение
Астрономы подозревают, что астероидов, которые могли породить обыкновенные хондриты, на самом деле не так уж много. Но они расположены очень выгодно по отношению к Земле, в результате чего орбиты их обломков, формирующихся при взаимных столкновениях таких астероидов, очень часто пересекают орбиту Земли и, соответственно, они часто падают на её поверхность. Наиболее подходящим местом для таких астероидов являются резонансные орбиты люков Кирквуда и резонансные с Землёй орбиты в главном поясе астероидов. Действительно, на данный момент, среди всех известных астероидов только у небольшого астероида (3628) Божнемцова был обнаружен спектр, схожий со спектром обыкновенных хондритов.
Вполне вероятно, что астероиды с поверхностью из обыкновенных хондритов гораздо больше распространены в Солнечной системе, но лишь у некоторых из них орбиты прилегают достаточно близко к Земле, чтобы фрагменты, образующиеся при столкновении и дроблении этих астероидов, падали бы именно на Землю. С другой стороны, наблюдения астероида (243) Ида, проведённые КА Галилео, говорят о влиянии на поверхность Иды процессов космического выветривания, в результате которого старые области на Иде имели спектральные характеристики как у астероидов класса S, в то время как спектры более молодых областей больше напоминали спектр хондритных метеоритов.
Среди метеоритов данного класса больше всего распространены H-хондриты (составляют около 46 % всех обыкновенных хондритов). Наиболее вероятным источником таких метеоритов считается астероид (6) Геба, но его спектр более разнороден, что связано с тем, что астероид на ранних стадиях своей истории был в расплавленном состоянии.

## Классификация
Обыкновенные хондриты по минеральному и химическому составу делятся на 3 группы, которые различаются содержанием металлического железа и железа в виде оксида в силикатах.
- H хондриты — имеют самое высокое содержание металлического железа (25-30 %) и относительно небольшой процент оксидов железа;
- L хондриты — содержит меньшей процент чистого металлического железа (19-24 %), но большее оксида железа;
- LL хондриты — имеют самое низкое содержание свободного железа (менее 7 %) и сульфидов, но высокое содержание силикатного железа. Как и в L хондритах, гиперстен резко преобладает над пироксенами. Хондриты этой подгруппы называют иногда амфотеритами. По нарастанию степени термического метаморфизма метеориты этой подгруппы относят к петрологическим типам 3 — 6. Хондриты петрологического типа 6, подверглись такому интенсивному нагреву и сопровождающей его перекристаллизации минералов, что хондры почти полностью исчезли. Большинство LL хондритов относятся к петрологическому типу LL6.